# Lucifero di Cagliari
Lucifero di Cagliari (Cagliari, inizio IV secolo – Cagliari, 370) è stato vescovo di Cagliari ed è venerato come santo dalla Chiesa cattolica.
Le poche notizie che ci sono state trasmesse su di lui provengono in gran parte dalla Storia di Sardegna di Giuseppe Manno, in particolare nel libro sesto.
Difese l'ortodossia cristiana contro l'eresia di Ario e si oppose alla condanna di Atanasio di Alessandria al concilio di Milano del 355 e per questo venne condannato all'esilio.

## Biografia
Non si conosce la data della sua nascita, che quasi certamente deve essere avvenuta a Cagliari alla fine del III secolo. 
Giuseppe Manno, nella sua Storia moderna della Sardegna (1842), dice infatti che sia Eusebio che Lucifero erano nati a Cagliari alla fine del III secolo e definisce Lucifero come vescovo della città di Cagliari. Tuttavia, le fonti del Manno sono assai discutibili e non si può accordare completamente ragione allo storico sardo.
L'Eusebio a cui si riferisce è Eusebio di Vercelli, compagno di Lucifero al concilio di Milano del 355.
Nel 321 circa, Ario aveva iniziato a diffondere la dottrina secondo cui Gesù avesse non una natura divina e una umana, bensì una sola natura, quella umana, in quanto creato da Dio Padre, ed era stato perciò condannato dal Concilio di Nicea del 325.
Tuttavia la dottrina ariana era stata appoggiata dall'imperatore Costanzo II. Molti vescovi aderirono all'arianesimo.
Atanasio, vescovo di Alessandria, invece, decise di restare fedele al dogma della duplice natura di Cristo e fu per questo accusato di eresia.
Dopo il Concilio di Arles del 353, in cui venne ribadita la condanna di Atanasio, condanna a cui Lucifero si oppose; nel 354 Lucifero, insieme ad Eusebio, fu inviato dal papa Liberio ad Arelate presso l'imperatore Costanzo II con l'incarico di protestare contro la sua politica pro-arianesimo.
Venne quindi inviato, sempre insieme ad Eusebio, al Concilio di Milano del 355, in cui l'imperatore Costanzo riuscì a far sanzionare la condanna ed il conseguente esilio di Atanasio. La maggior parte dei vescovi decise di accettare la condanna; Lucifero, invece, insieme ad Eusebio, a Dionigi vescovo di Milano e allo stesso papa Liberio, rifiutò di sottoscrivere la condanna di Atanasio.
Per tale ragione l'imperatore lo mandò in esilio prima in Siria, poi in Palestina ed infine in Egitto.
Durante il suo esilio Lucifero scrisse ripetutamente all'imperatore chiedendogli di tornare nell'ortodossia, ma senza alcun risultato.
Alla morte di Costanzo II, nel 361, l'imperatore Giuliano promulgò un editto (362) che consentiva a tutti i vescovi esiliati di rientrare nelle loro diocesi.
Nello stesso anno Atanasio indisse un sinodo ad Alessandria d'Egitto per porre fine alle dispute dogmatiche, ed invitò ad andarvi anche Lucifero, il quale però si fece rappresentare dai suoi diaconi, preferendo andare invece ad Antiochia, dove, in contrapposizione al vescovo Melezio, consacrò vescovo il diacono Paolino, il quale si rifaceva a Eustazio, uno dei difensori del credo ortodosso al concilio di Nicea.
Una volta rientrato a Cagliari, egli si oppose alle risoluzioni del concilio di Alessandria, appoggiate da Eusebio, di reintegrare i vescovi che avevano aderito all'arianesimo nella dignità episcopale, benché ritenesse giusto concedere loro il perdono. Le sue idee gli attirarono molti seguaci, provocando così lo scisma luciferiano.
Lucifero morì nel 370 a Cagliari, dove la sua festa liturgica viene celebrata il 20 maggio.

## Il ritrovamento del corpo

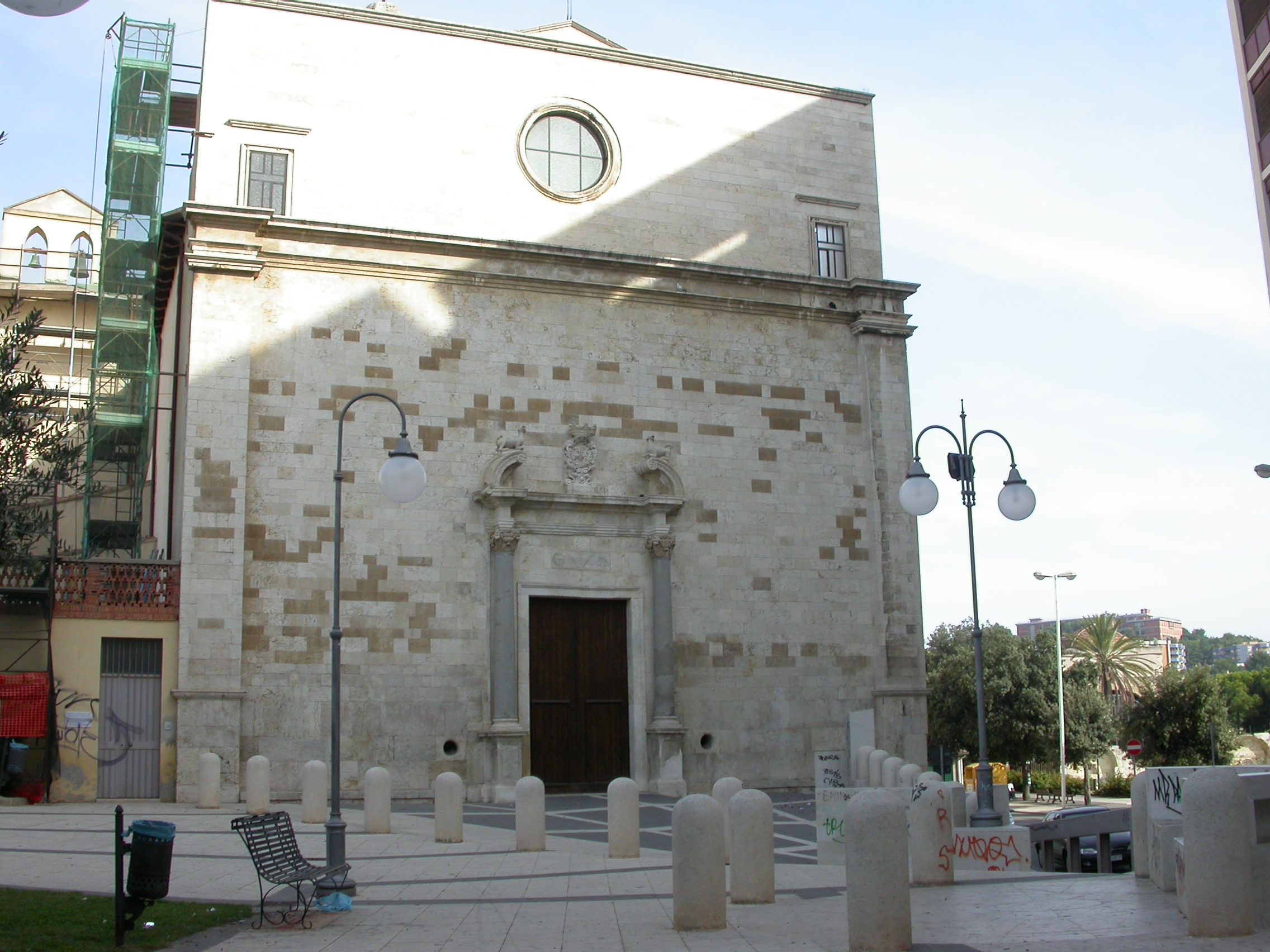
Chiesa di San Lucifero, Cagliari

Durante la ricerca dei corpi dei martiri cagliaritani, voluta dall'arcivescovo spagnolo Francisco Desquivel nel corso del XVII secolo, si cercò di trovare il corpo del vescovo Lucifero nell'area attorno alla basilica di San Saturnino.
Qui, nel 1623 venne riportata in luce una lastra di marmo su cui erano incise le seguenti parole: "Hic jacet bonae memoriae Luciferus, Archiepiscopus Callaritanus, Primarius Sardiniae et Corcicae, carissimus filius Sanctae Romanae Ecclesiae, que vixit annis LXXXI, K.Die XX mai".
Venne anche ritrovata una tomba contenente ossa umane e una piccola lastra di pietra con inciso: "A. Llucifer Epp".
Le reliquie furono trasportate nel cosiddetto Santuario dei Martiri nella cripta della cattedrale di Cagliari il 24 giugno 1623.

## La questione della santità
La questione della santità di Lucifero è stata ampiamente dibattuta dopo la sua morte.
I suoi seguaci, detti luciferiani (il più noto di essi è Gregorio di Elvira), furono attaccati da Girolamo nel suo dialogo polemico Altercatio Luciferiani et Orthodoxi ("Litigio tra luciferiani e ortodossi") del 378, dove Girolamo attacca il rigorismo dottrinale e disciplinare di Lucifero con sarcasmo, arrivando a chiedersi (con riferimento alla frase di Cicerone che aveva definito i sardi "mastrucati latrunculi" cioè "ladruncoli coperti di pelli"), se ritenessero che Cristo fosse morto solo a vantaggio della "mastruca Sardorum", e non anche per la salvezza di quanti erano caduti nell'eresia ariana, purché pentiti del loro errore.
Successivamente lo stesso Gerolamo, nel De viris illustribus (392), dice che Lucifero non volle rinnegare quanto era stato stabilito nel Concilio di Nicea, e che questi era un uomo dotato di "fortezza d'animo" e di "disposizione al martirio".
Da parte sua Ambrogio, nella sua opera De excessu fratris Satyri (375), parla di Lucifero come di uno scismatico.
Nella sua opera Storia della Sardegna, e più precisamente alla nota n° 508, il Manno riporta che alcuni autori scrissero del ravvedimento e della santità di Lucifero, mentre altri la combatterono, e che anche ai suoi tempi la questione era ancora aperta, tanto che, nel 1639, l'arcivescovo di Cagliari Monsignor Ambrogio Machin aveva scritto la Defensio Sanctitatis beati Luciferi, opera densa di dotte citazioni patristiche ma pesantemente inficiata di campanilismo, tanto che fu ignorata dalla storiografia successiva e attaccata anche da Pasquale Tola.
In un'altra nota, la n° 510, il Manno afferma che papa Urbano VIII, con il decreto del 20 giugno 1641, avrebbe ordinato a tutti di astenersi dal trattare in pubblico la questione della santità di Lucifero e dal condannare o difendere il suo culto fino a nuova decisione della Santa Sede.
La posizione del Manno è quindi quella di lasciare sospesa la discussione, e semmai di leggere il De servorum Dei beatificatione di papa Benedetto XIV.